# Altofonte
Altofonte település Olaszországban, Szicília régióban, Palermo megyében. Lakosainak száma 9848 fő (2023. január 1.). Altofonte Belmonte Mezzagno, Monreale, Piana degli Albanesi, San Giuseppe Jato, Palermo és Santa Cristina Gela községekkel határos.

## Népesség
A település népességének változása:
| Lakosok száma | 10 237 | 10 218 | 9848 |
|               | 2017   | 2018   | 2023 |